# サン・ベルナルディーノ・ヴェルバーノ
サン・ベルナルディーノ・ヴェルバーノ（伊: San Bernardino Verbano）は、イタリア共和国ピエモンテ州ヴェルバーノ・クジオ・オッソラ県にある、人口約1,200人の基礎自治体（コムーネ）。

## 地理

### 位置・広がり
| 隣接するコムーネは以下の通り。 - コッソーニョ - メルゴッツォ - プレモゼッロ＝キオヴェンダ - ヴェルバーニア |

## 行政

### 分離集落
サン・ベルナルディーノ・ヴェルバーノには、以下の分離集落（フラツィオーネ）がある。
Santino, Bieno, Rovegro